# E. C. Segar
Elzie Crisler Segar, conegut pel seu nom de ploma E. C. Segar (Chester, Illinois, 8 de desembre de 1894 - Santa Monica, Califòrnia, 13 d'octubre de 1938) va ser un dibuixant de còmics estatunidenc, creador del personatge Popeye, que va aparèixer per primera vegada a la seva tira de premsa Thimble Theatre l'any 1929.

## Biografia
Les seves primeres historietes estaven inspirades en les pel·lícules de Charles Chaplin que va veure mentre treballava com a projeccionista en un cinema.Richard Felton Outcault el va animar a enviar els seus dibuixos a la premsa, i l'any 1916 va publicar les seves primeres planxes de Charlie Chaplin's Comic Capers al Chicago Herald. Dos anys més tard, l'any 1918, Segar es va passar al Chicago Evening American, pel qual va crear la seva sèrie Looping the Loop.
La seva feina va atreure l'atenció d'Arthur Brisbane, responsable màxim de la King Features Syndicate, propietat del magnat William Randolph Hearst. Reclutat per a l'agència, va començar a publicar en el New York Journal la sèrie Thimble Theatre.
L'any 1929 va crear Popeye com a personatge secundari dins d'aquesta tira, però el mariner va cobrar ràpidament protagonisme fins al punt de convertir-se en un dels més coneguts personatges de còmic de tots els temps.
Per a la King Features Syndicate, paral·lelament a Thimble Theatre, va crear la tira The Five-Fifteen (1920), que l'any 1926 va canviar el seu nom a Sappo. Va morir de leucèmia el 13 d'octubre de 1938 a Santa Mònica.